# Lista över Nigerias finansministrar

## Finansministrar
| Namn                     | Period                           |
| ------------------------ | -------------------------------- |
| Festus Okotie-Eboh       | 1960–1966                        |
| Adamu Ciroma             | 1999–2003                        |
| Ngozi Okonjo-Iweala      | 2003–2006                        |
| Nnenadi Usman            | 2006–2007                        |
| Shamsuddeen Usman        | 2007–2009                        |
| Mansur Mukhtar           | 2009–2010                        |
| Olusegun Olutoyin Aganga | 2010–juni 2011                   |
| Ngozi Okonjo-Iweala      | juli 2011–maj 2015               |
| Kemi Adeosun             | 11 november 2015– september 2018 |
| Zainab Ahmed             | september 2018–                  |